# András Nagy (Boxer)
András Nagy (* 1. Mai 1986 in Győr; † 7. Mai 2009 in Melbourne) war ein ungarischer Boxer.

## Karriere
András Nagy war 1,85 m groß, Linksausleger, und boxte als Amateur im Mittelgewicht. Er gewann die Silbermedaille bei den Kadetten-Weltmeisterschaften 2002 in Ungarn und erreichte das Viertelfinale der Junioren-Weltmeisterschaften 2004 in Südkorea. 2005 wurde er Ungarischer Vizemeister im Mittelgewicht und erreichte das Viertelfinale der EU-Meisterschaften in Italien. Bei den Weltmeisterschaften 2005 in China schied er in der zweiten Vorrunde gegen Emilio Correa aus. 2006 gewann er die Ungarische Meisterschaft im Mittelgewicht und bestritt 2007 einen Länderkampf gegen den späteren Olympiasieger James Degale.
2008 wechselte er ins Profilager und gewann sein Debüt am 13. September gegen seinen Landsmann Bence Tabajdi. Bis Ende des Jahres folgten zwei weitere Siege gegen Tamás Kántor und Gábor Balogh. Während eines Trainingskampfes am 1. Mai 2009 in Australien erlitt András Nagy schwere Gehirnverletzungen und brach zusammen. Er wurde ins Krankenhaus von Melbourne eingeliefert, wo er trotz zweier Operationen wenige Tage später starb.